# ヴェスタの巫女

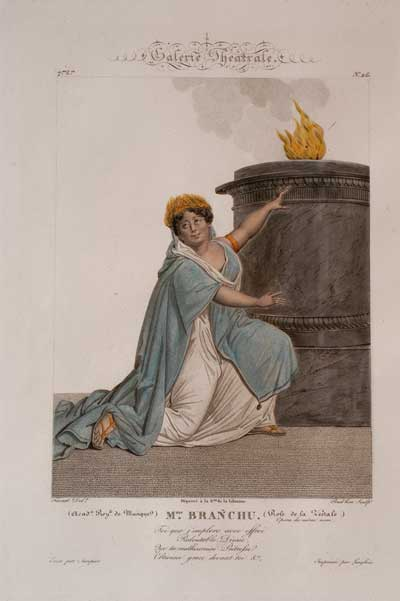
ヴェスタの巫女を演じるブランシュ

『ヴェスタの巫女』（フランス語: La Vestale）は、ガスパーレ・スポンティーニによる全3幕からなるオペラで、トラジェディ・リリック（抒情悲劇）と銘打たれている。1807年12月16日にパリ・オペラ座にて初演された。リブレットはウェスタの処女を題材にヴィクトール＝ジョゼフ・エティエンヌ・ド・ジュイがフランス語で作成した。

## 概要

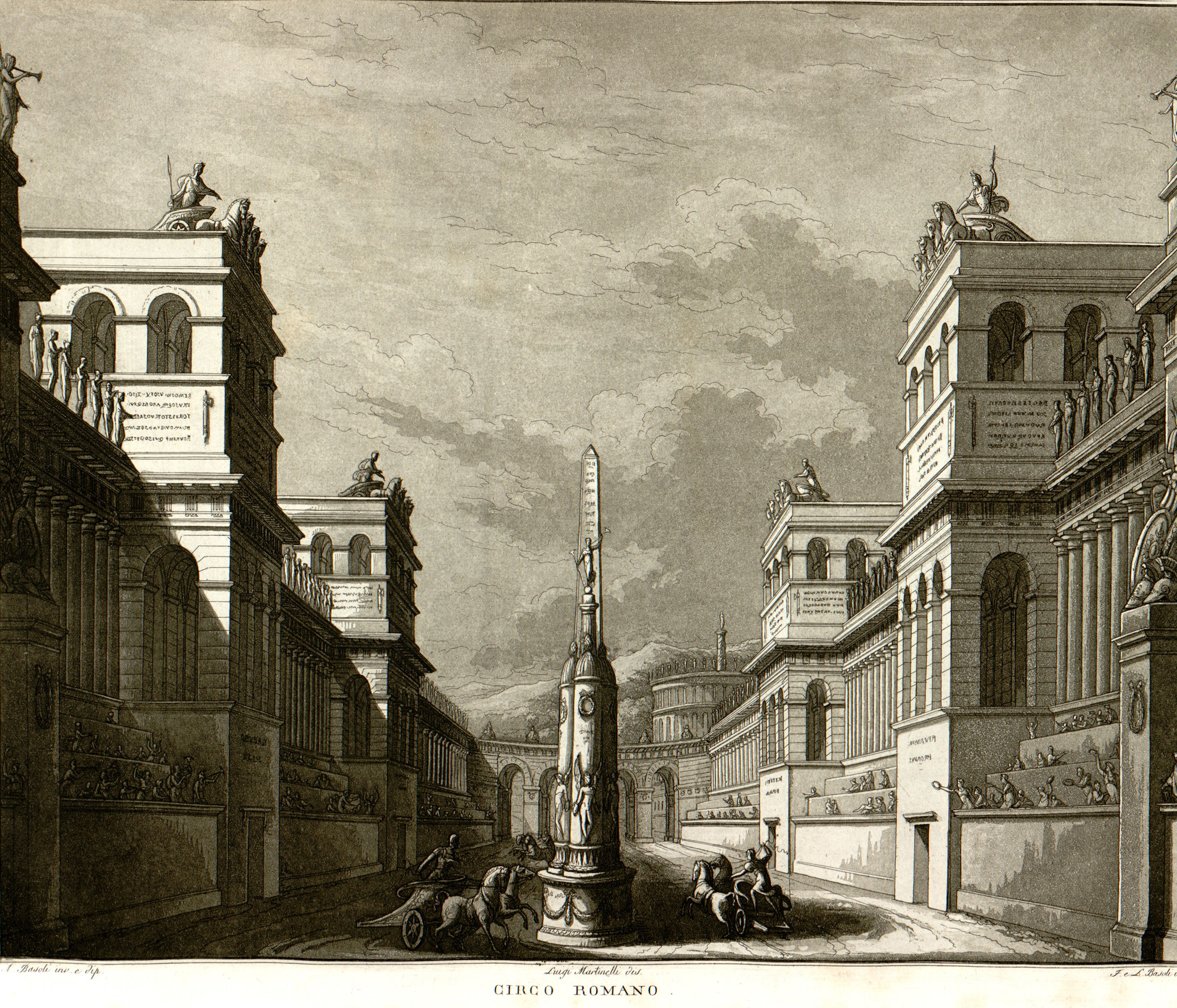
1820年上演時のスケッチ

スポンティーニはジョゼフィーヌ皇后の強い支持を得て、ル・スュールの『アダムの死』が間に合わなかったため、1807年12月16日に上演され、この作品の大成功によって、ヨーロッパ屈指のオペラ作曲家の一人となった。本作は神話と当時の審美眼との調和をとり、イタリア的旋律美とドイツ的シンフォニックなエスプリを統合せた名作で、1830年までに300回も上演された。
イギリス初演は1826年 12月2日、ロンドンのキングス劇場にて上演された。アメリカ初演は 1828年2月17日 にニューオリンズのオルレアン劇場にて行われた。
永竹由幸によれば「本作はスタイルとしてはグルック的古典様式で書かれているが、内容的にはロマン派の香りが濃く、古典派とロマン派の分岐点上にある作品で、壮大華麗なる19世紀パリ風グランド・オペラの基礎となった曲である。音楽は劇的で華やかさがあり、クレッシェンドの効果を駆使し、当時としては斬新な手法を用いている。マリア・カラスが演じて好評を博した」。
1993年にリコルディ社よりフレデリコ・アゴスティネッリ（Federico Agostinelli）とガブリエーレ・グラヴァーニャ（Gabriele Gravagna）によるクリティカル・エディションが発行されている。

## 音楽

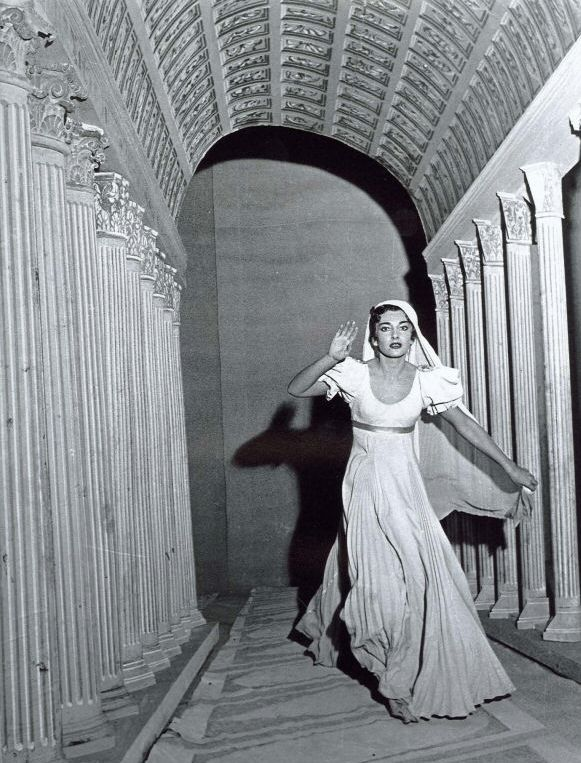
1954年上演時のマリア・カラス

本作はグルック風のトラジェディ・リリックであり、ナポレオン帝政時代の観衆の趣味に合わせてより俗受けする舞台スペクタクル要素をふんだんに盛り込んだ作品である。ただ、『ヴェスタの巫女』は『フェルナン・コルテス』とは異なり、心理劇である。
本作の様式は同時代人がはっきり見ていたように、フランスとイタリアの要素の統合であり、したがって、スポンティーニはイタリア的要素の注入によって、フランス音楽をその都度、活性化させてきた。彼はイタリアからの移住音楽家の長い系列に属することができよう。まさに、この統合ということの中に『ヴェスタの巫女』が成功し、その最初の聴衆たちに革命的印象を与えた多くの理由が存在する
グラウトによれば「本作の成功の一因はエティエンヌ・ジュイの才気あふれるリブレットにある。これは古くからある救出のモティーフと熱烈な愛の筋書きに、トラジェディ・リリックの厳粛な気分を壮大な規模で結びつけ、さらにメロドラマの気分をつけ足したものである。多数の華麗な群衆の場面があるが、とりわけ第3幕で一閃の稲妻がヴェスタの祭壇に再び火を灯してジュリアの無事を明かし、めでたく終幕に導く場面がクライマックスである。このオペラの音楽をスポンティーニは稽古の間に幾度も書き直したが、それでもオペラ座の審査員からは〈ごちごちして、欠点だらけで、やかましい〉と言われた。それを実際に舞台で上演するには、王妃ジョゼフィーヌ自らの口添えが必要だった。しかし、劇場効果の観点からは、これは最も効果に富むオペラで、リブレットの中に提供されている機会は、すべて徹底的に利用され尽くしている。スコアには美しいソロやアンサンブルがあり、合唱は大きな規模を持ち、管弦楽法には優れた効果に満ちている。この曲がいまでは古臭く感じられるのは、一つにはトニカ（全音階の主音）とドミナントの間を重々しく行き来するやや鈍重な和声構造によるものと思われる。旋律もしばしば平凡な偶数拍子で、この和声の上を流れ、変化の要素は3連符か附点に限られていて、強拍はいつも各小節の初めに置かれている。しばしば半音階的に滑り込む表情豊かな倚音も約束通りの形で繰り返される。興奮した気分を表すため、和声の動きが速くなるような個所では、上行する模続進行に続いてクライマックスで決まって減七の和弦が現れるが、これも現代の耳には聞き古されて効果の大半を失ってしまった手法である。
『ヴェスタの巫女』の第2幕はこのオペラの最も美しい番号の多くを含んでいる。その内、特に挙げなければならないのは、ジュリアのアリア〈冷酷な神〉（Impitoyables Dieux）、リシニュスの〈神々よ、憐れみ給え〉（Les dieux prendront pitié）、フィナーレの初めのジュリアのソロ〈おお、不幸な人々よ〉（O des infortunés）である。フィナーレは次に続く曲の重みと音のヴォリュームでスリルに満ちたクライマックスを築き、最後にストレット、つまりテンポをますます速める盛り上げの効果を加えている。この効果は、当時は斬新なものであったが、その後マイアベーアのオペラで使い古されてしまった。
スポンティーニは全部で29作のオペラを書いているが、彼の名声は主としていずれもパリ・オペラ座のために書かれた『ヴェスタの巫女』（1807年）、『フェルナン・コルテス』（1809年）、『オランピ』（1819年）の3作によって確立された。これらはリュリやラモーの時代以来のフランスの正歌劇の伝統的素質を備えたものだった。あの堂々としたあたかも彫刻を思わせるような端正な形に仕上げられた作品は、その中に込められた豊饒なオーケストラの響き、豪華な舞台装置、周到を極めた細目の考証などによってパリ・オペラ座の中に新しい一つの芸術的指標を打ち立てた。
スポンティーニの壮麗なトラジェディ・リリックはマイアベーアのグランド・オペラに影響を与え、ワーグナーにも称賛された。

## 登場人物
| 人物名 （イタリア語）                    | 声域         | 原語                 | 役柄         | 1807年12月16日初演時のキャスト 指揮者： ジャン＝バティスト・レー       |
| ---------------------------------------- | ------------ | -------------------- | ------------ | ---------------------------------------------------------------------- |
| リシニュス （リチーニョ）                | テノール     | Licinius             | ローマの将軍 | エティエンヌ・レネ                                                     |
| ジュリア （ジューリア）                  | ソプラノ     | Julia                | 若い巫女     | アレクサンドル=カロリーヌ・ブランシュ （Alexandrine-Caroline Branchu） |
| シンナ （チンナ）                        | バリトン     | Comte de Comminges   | 軍隊の隊長   | フランソイワ・レエ                                                     |
| 巫女の長                                 | メゾソプラノ | La Grande Vestale    | 巫女の長     | マリー=テレーズ・メラール （ Marie-Thérèse Maillard）                  |
| 大大司祭長                               | バス         | Le Souverain Pontife | －           | アンリ=エティエンヌ・デリヴィス （Henri-Étienne Dérivis）              |
| 執政官                                   | バス         | Un consul            | －           | マルタン（Martin）                                                     |
| 占い師の長                               | バス         | Chef des Aruspices   | －           | デュパルク（Duparc）                                                   |
| 合唱：侍女たち、兵士たち、司祭、巫女たち |              |                      |              |                                                                        |

## 楽器編成
- 木管楽器: フルート（ピッコロ持ち替え）2、オーボエ2、クラリネット2、ファゴット2
- 金管楽器: ホルン4、トランペット2、トロンボーン3
- 打楽器: ティンパニ、トライアングル
- その他: 弦楽五部

## 上演時間
第1幕:約75分（序曲は約7分）、第2幕:約45分、第3幕:約60分、全幕で約3時間

## あらすじ
- 時と場所：古代・ローマ

背景：かつてリシニュスはローマの上流階級の娘、ジュリアに恋していた。しかし、ジュリアの父は身分の違いから、リシニュスのジュリアへの求婚を受け入れなかった。彼は発奮して、軍隊に入り、数々の戦場で手柄をたて、ローマの英雄となった。この間に5年の歳月が経っていた。英雄となったリシニュスが結婚を申し込もうと帰って来た時、彼女の父はすでにこの世になく、彼女は父の遺言に従って、巫女となり、ヴェスタの神殿の中に身を捧げていた。

### 第1幕
ヴェスタの神殿、夜明け

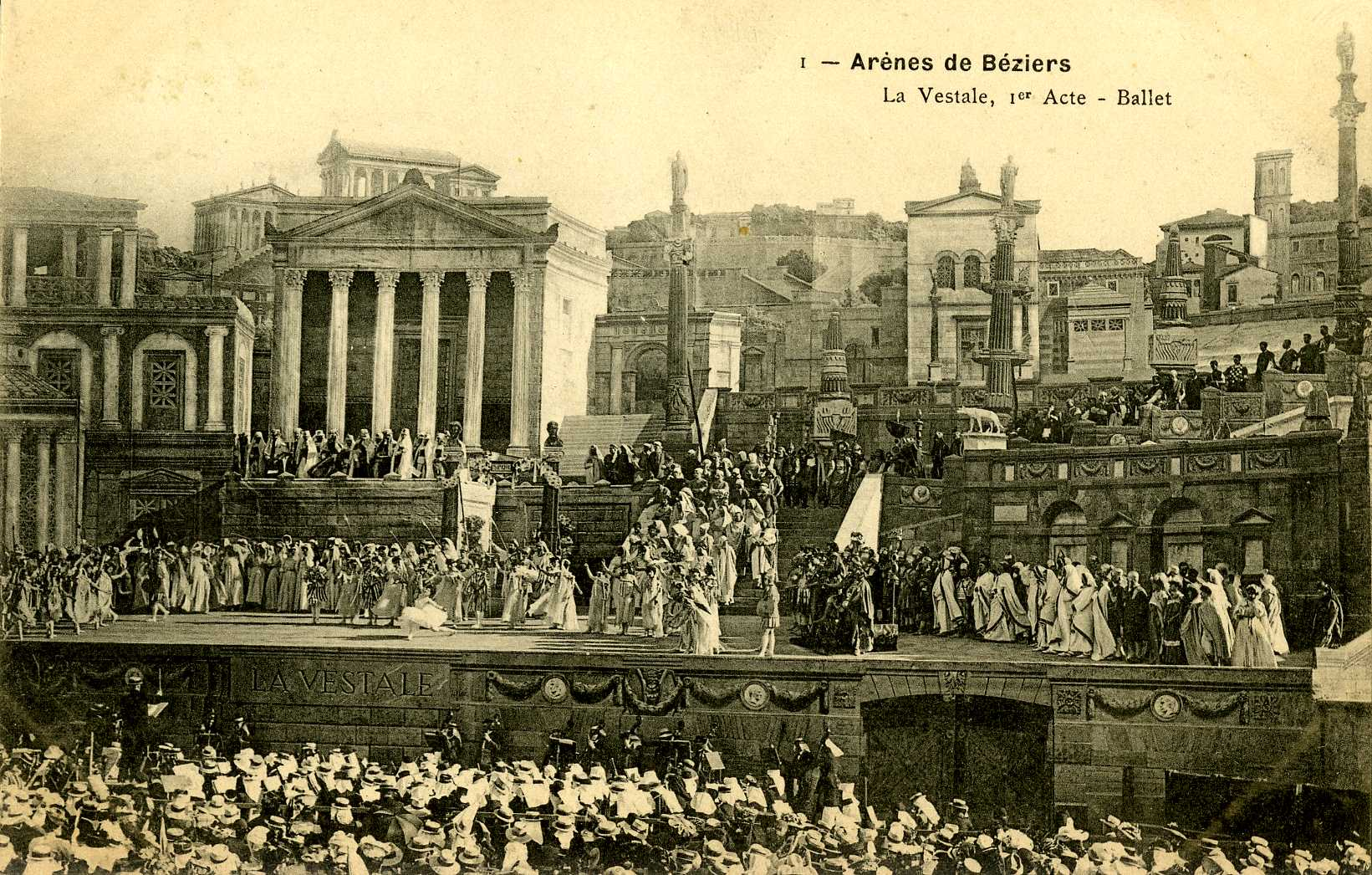
1916年ベジエでの上演風景

リシニュスは友人であるシンナに、ジュリアを手に入れることは出来ないかと相談をしている。リシニュスはジュリアを神殿から誘拐してしまうとまで言い出し、それを聞いたシンナは止めようとするが、リシニュスの決意が固く、遂には彼への協力を誓ってしまう。
リシニュスとシンナが立ち去った後、巫女たちが現れ、夜明けの祈りを捧げる。巫女たちが神殿に戻ろうとすると巫女の長はジュリアをひとり留めて話をする。巫女の長はジュリアに最後の試練を今日、お前に与えると宣言する。巫女の長は〈アリア〉「恋は魔物」（L'Amour est un monstre barbare）を歌い、巫女にとって恋は禍のもとであるときつく忠告する。その上で、今夜から聖火の不寝番になるように命じ、さらに今日、凱旋将軍に冠を授ける役目を命じて立ち去る。ジュリアはリシニュスに再会できることを喜び、不安を感じながらも〈アリア〉「もうじき貴方にお会いできる」（je vais donc te revoir）を歌う。
凱旋の列が現れ、式典が始まり、リシニュスは冠を授かるために祭壇に登る。そして、そこにいたジュリアに向かい、この神殿から今夜一緒に逃げ出そうと囁く。それを聞いたジュリアはひるんでしまう。そんな二人の心情をよそに、大司祭長は、カンピドーリオの丘で生贄を捧げる儀式を行う事を告げ、民衆は喝采して合唱する。

### 第2幕
ヴェスタの神殿の中

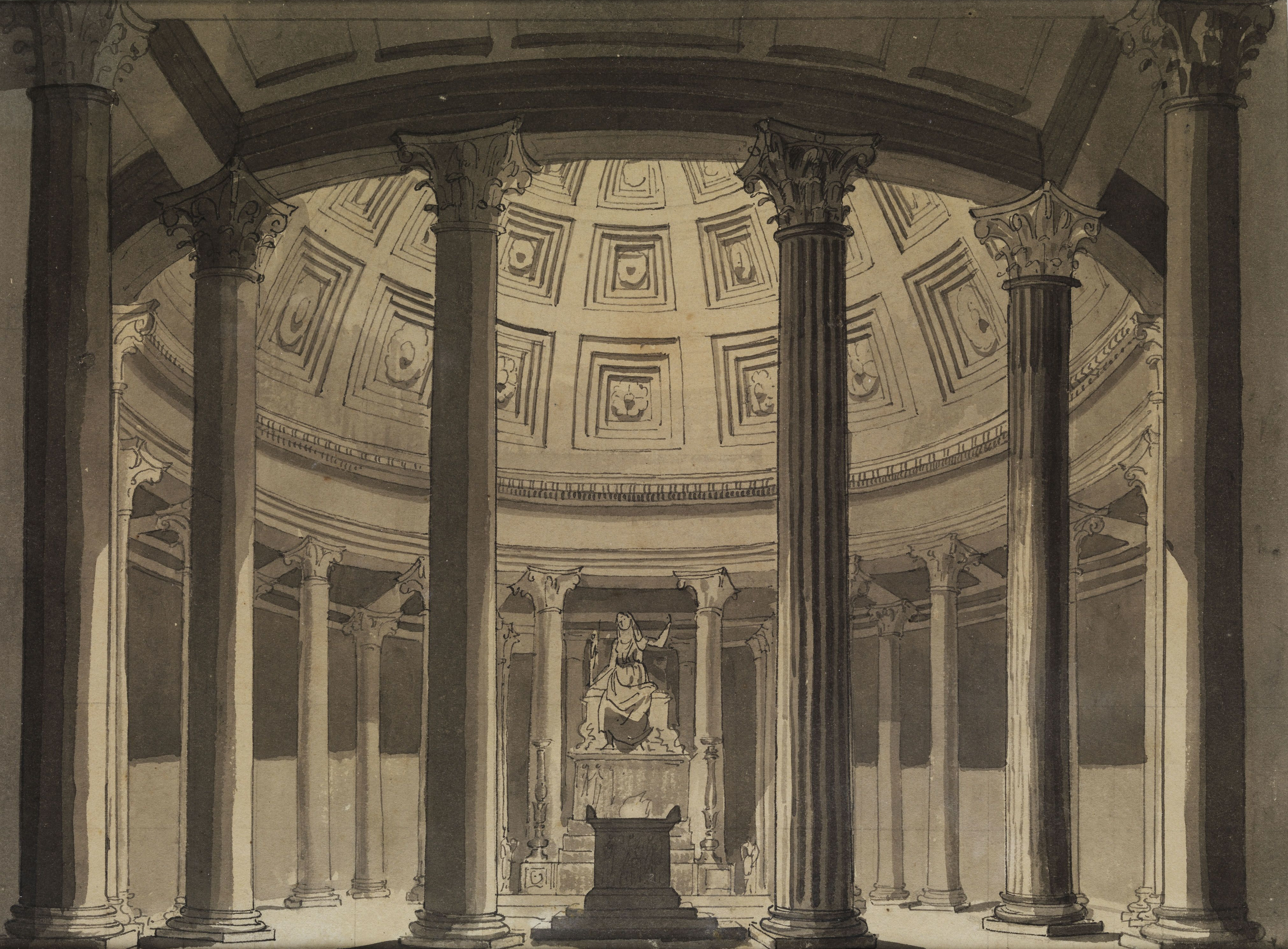
ヴェスタの神殿、１８１８年ベルリンでの上演時のデザイン

巫女の長はジュリアに聖火の火を絶やさないよう注意し、黄金の火かき棒を与え立ち去る。一人残ったジュリアはリシニュスへの愛と神への忠誠の狭間で苦み、〈アリア〉「冷酷な神よ」（Impitoyables Dieux）を歌う。
約束通りリシニュスが現れ、ジュリアに向かって一緒に逃げるように誘惑をする〈二重唱〉「神々よ、憐れみ給え」（Les dieux prendront pitié）となる。始めは健気にそれを拒んでいたジュリアも遂には誘惑に負けて、一緒に逃げる事を承諾する。すると、それまで燃え続けていた聖火が音も無く消えてしまう。それを見たジュリアは神の怒りを恐れ、それが愛するリシニュスに禍をもたらさないようにと、今度は、一緒に逃げることは出来ないと彼に告げる。
その時、シンナが現れて、早くも聖火が消えたことを民衆が騒ぎ始めたので、ふたりとも早く逃げるように言う。しかし、ジュリアは動こうとしない。祭司たちの気配に気付いたシンナはリシニュスだけでもと、強引に彼の手を引きその場を逃げ出す。残ったジュリアは大司祭長に身の潔白を疑われる。しかし、彼女は弁解をしないで、死を望んで神に祈り、〈アリア〉「おお、不幸な人々よ」（O des infortunés）を歌う。
大司祭長はジュリアに恋人の名を明かすように求めるが、その激しい糾弾にも彼女は口を割ろうとしない。怒った大司祭長はジュリアから聖帯と聖衣を剥ぎ取って連れ去るように厳しく命じる。

### 第3幕
生き埋めの墓のある丘

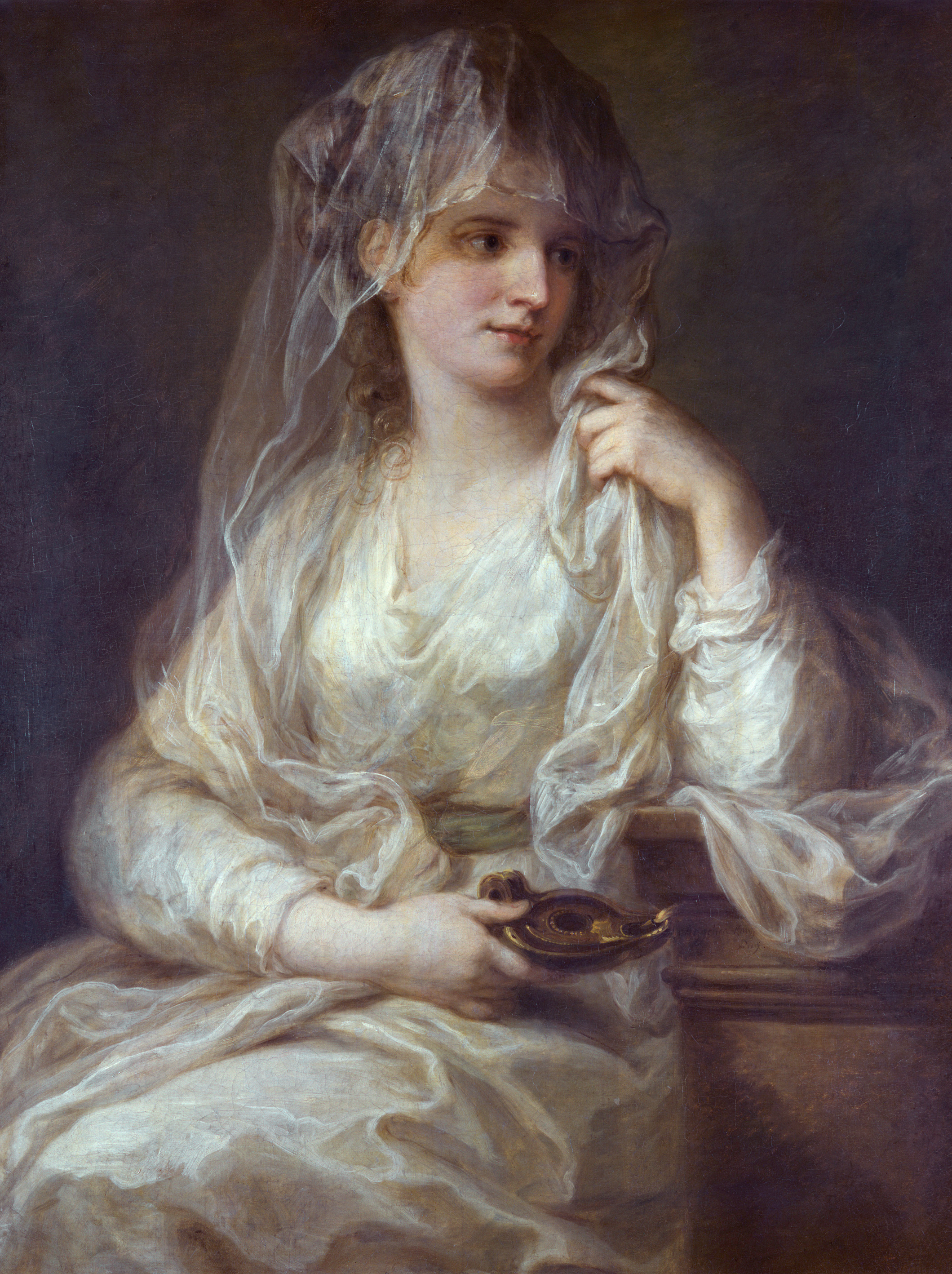
ランプを手にする女神、ウェスタ

リシニュスはジュリアを失ったことを嘆く〈アリア〉「いや、自分はまだ生きている」（Non, non, je vis encore）。そこへシンナが現れジュリアの救出の為に兵士たちを集めてきた事を知らせる。現れた大司祭長にリシニュスはなんとかジュリアを許すように頼むが、大司祭長はそれを許そうとしない。怒ったリシニュスはその気ならば力ずくでもジュリアを救ってみせるといって立ち去る。
ジュリアが生き埋めの丘に引かれてくる。彼女は巫女の長に向かって別れを告げる。大司祭長は巫女たちにジュリアのヴェールを聖火台に持っていくように命じる。それは掟によって、もし彼女のヴェールが聖火台に捧げられた時、聖火に火が点ればジュリアは無実となるためであった。しかし、奇蹟は起こらず聖火に火は戻らなかった。遂にジュリアに墓穴に入るようにと命令が下される。ジュリアは愛する人に別れを告げる〈アリア〉「この世に残す愛しい人」（Toi que je laisse sur la terre）。
そしてジュリアが墓穴に入ろうとしたその時、リシニュスが現れて、自分がジュリアの恋人であると名乗りをあげ、率いてきた兵士たちにジュリアを救うように命じる。兵と祭司たちがもみ合っていると突然、あたりは暗闇につつまれ、風が吹いたと思うと、天から火の玉が落ちてくる。
火の玉は聖火台に落ちて、そこにあったジュリアのヴェールを燃やして、聖火に火を灯す。大司祭長は争いを止めさせ、奇蹟を告げ、ジュリアの罪が許されたことを宣し、ジュリアをリシニュスの手に渡す。神殿は皆の祝福の響きの中、幕を閉じる。

## 著名なアリア
- 無慈悲な女神よ（Impitoyables Dieuxフランス語）（Tu che invoco con orroreイタリア語）- ジュリア

## 主な録音・録画
| 年   | 配役 ジュリア リシニュス シンナ 巫女の長 大大司祭長                                                                  | 指揮者 管弦楽団および合唱団                                              | レーベル                                       |
| ---- | --- | ------------------------------------------------------------------------ | ---------------------------------------------- |
| 1951 | マリア・ヴィターレ レナート・ガヴァリーニ アルフレード・フィネスキ エレナ・ニコライ ジュリアノ・フェレーイン         | フェルナンド・プレヴィターリ RAI国立交響楽団 ローマRAI合唱団             | CD: Waner EAN:4943674028047 イタリア語版       |
| 1954 | マリア・カラス フランコ・コレッリ エンゾ・ソルデッロ エベ・スティニャーニ ニコラ・ロッシ＝レメーニ                   | アントニーノ・ヴォットー ミラノ・スカラ座管弦楽団 ミラノ・スカラ座合唱団 | CD: Opera D'oro EAN:0723723702425 イタリア語版 |
| 1991 | ロザリンド・プロウライト フランシスコ・アライサ ピエール・ルフェーブル ジゼッラ・パシーノ アルトゥーロ・カウリ       | グスタフ・クーン ミュンヘン放送管弦楽団 バイエルン放送合唱団             | CD: ORFEO EAN:0764322111041 フランス語版       |
| 1993 | カレン・フッフストッド アンソニー・マイケルズ・ムーア パトリック・ラフテリー デニス・グレイヴズ デミトリ・カヴラコス | リッカルド・ムーティ ミラノ・スカラ座管弦楽団 ミラノ・スカラ座合唱団     | CD: SONY EAN:0886975273027 フランス語版        |
| 2022 | マリナ・レベカ スタニスラス・ド・バルベラック タシス・クリストヤニス オード・エクストレモ ニコラ・クルジャル         | クリストフ・ルセ レ・タラン・リリク フランダース放送合唱団               | CD: Bru Zane EAN:8055776010106 フランス語版    |

## 関連作品
- スポンティーニによる同名のバレエ曲『ヴェスタの巫女（フランス語版）』